# Minaret al-Ghawánima

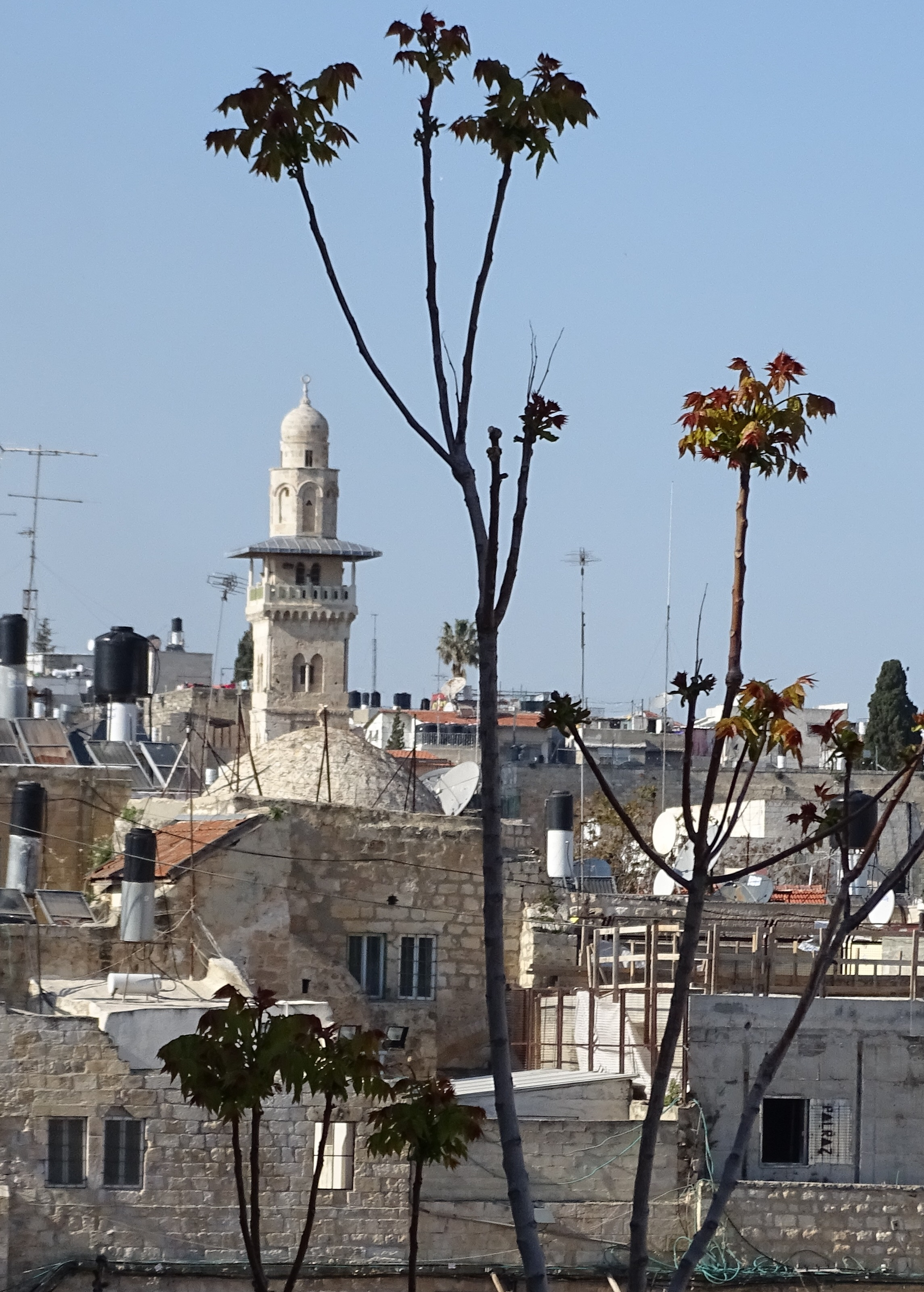
Minaret al-Ghawánima

Minaret al-Ghawánima (arabsky مئذنة باب الغوانمة‎), známý také jako minaret Baní Ghánim, je jeden ze čtyř minaretů na Chrámové hoře ve Starém Městě v Jeruzalémě; všechny patří k mešitě al-Aksá.

## Minaret
Minaret al-Ghawánima na severozápadním rohu areálu Chrámové hory postavil v roce 1297 Kádí Šaraf ad-Dín al-Chalílí na příkaz sultána Ladžina. Minaret dosahuje výšky 37 m a v roce 1329 a znovu v roce 1927 byl restaurován.
Minaret al-Ghawánima je jednou z nejrobustnějších a nejvyšších budov Starého Města. Je postaven téměř výhradně z kamene, pouze střecha nad terasou pro muezzina je dřevěná. Minaret přestál několik zemětřesení bez úhony. Jeho robustnost je kompenzována celou řadou dekorativních elementů. Prostřednictvím různých stylových prvků, jako jsou galerie mukarnasů, je minaret rozdělen do několika pater. Čtyři horní patra, včetně muezzinovy plošiny, jsou o něco užší a zastřešená klenutou kupolí. Minaret se nachází hned vedle brány Bani Ghanim (také Bab al-Ghawánima). Od brány dříve údajně vedla cesta do čtvrti Baní Ghánim - odtud má pocházet jméno minaretu.